# Thomas Troubridge
Thomas Troubridge (Londen, ± 1758 - aan boord van de HMS Blenheim, nabij Madagaskar, 1 februari 1807) was een Brits marine-officier en politicus uit de 18de en 19de eeuw. Hij diende in de Royal Navy tijdens de Franse revolutionaire en napoleontische oorlogen. Meer bepaald deed hij mee aan de Zeeslag bij Kaap Sint-Vincent en de Slag bij de Nijl.

## Biografie
Troubridge studeerde aan de St Paul's School in Londen. Hij trad toe tot de Royal Navy in 1773 en diende samen met Horatio Nelson in Indië, aan boord van de HMS Seahorse. In 1785 keerde hij aan boord van de HMS Sultan terug naar Groot-Brittannië als vlaggenkapitein van admiraal Edward Hughes. Hij verwierf vervolgens het commando over het fregat HMS Castor in mei 1794. Later werd hij kapitein van de HMS Culloden, een derderangs linieschip. Hij kwam met dit schip in actie tijdens de Zeeslag bij Kaap Sint-Vincent, waar hij door John Jervis werd geëerd voor zijn moed. In juli 1797 streed hij samen met Nelson in de Slag bij Santa Cruz de Tenerife (1797). 
In augustus 1798 liep zijn schip echter vast op een zandbank in de Baai van Aboukir, tijdens de Slag bij de Nijl. 
In 1805 werd Troubridge tot commandant van het East Indies Station benoemd en vertrok hij aan boord van de HMS Blenheim naar Brits-Indië. In Indische Oceaan raakte het oude schip echter nabij Madagaskar verzeild in een tropische storm, waardoor het schipbreuk leidde. De volledige bemanning, waaronder Throubridge, verdronken daarbij.